# Обервольфахская премия
Обервольфахская премия — премия математического института Обервольфаха. Присуждается молодым европейским математикам примерно раз в три года.

## Лауреаты
- 1991 — Питер Кронхаймер[нем.]
- 1993 — Йорг Брюдерн[нем.], Йенс Франке
- 1996 — Геро Фризеке[нем.], Штефан Заутер[нем.]
- 1998 — Алис Гионнэ
- 2000 — Лука Тревизан[нем.]
- 2003 — Пауль Биран[нем.]
- 2007 — Нго Бао Тяу
- 2010 — Никола Джильи[нем.], Ласло Секейхиди[нем.]
- 2013 — Юго Дюминиль-Копен
- 2016 — Джейкоб Фокс[нем.]
- 2019 — Оскар Рэндол-Уильямс[нем.]
- 2022 — Веселин Димитров